# نانسي بوين
نانسي بوين (بالإنجليزية: Nanci Bowen)‏ هي لاعبة غولف أمريكية، ولدت في 31 مارس 1967 في تيفتون في الولايات المتحدة. درست في جامعة جورجيا

## وصلات خارجية
- نانسي بوين على موقع رابطة لاعبات الغولف المحترفات (الإنجليزية)